# باشگاه فوتبال سالزبری سیتی
باشگاه فوتبال سالزبری سیتی (به انگلیسی: Salisbury City Football Club) یک باشگاه فوتبال در شهر سالزبری، کشور انگلستان است که در سال ۱۹۴۷ میلادی تأسیس شده‌است. یک مدافع ایرانی-انگلیسی به نام رایان تفضلی در این باشگاه به‌طور قرضی از باشگاه فوتبال ساوت‌همپتون در سال ۲۰۰۹ و ۲۰۱۱ عضویت داشت.